# Wereldkampioenschap schaatsen allround kwalificatie 2013 (Noord-Amerika & Oceanië)
De vijftiende editie van de Continentale kampioenschappen schaatsen voor Noord-Amerika & Oceanië,  het Amerikaans/Oceanisch kwalificatietoernooi voor de Wereldkampioenschappen schaatsen allround 2013, vinden op 12 en 13 januari 2013 plaats in de Utah Olympic Oval te Salt Lake City, Verenigde Staten.
Op het WK allround 2012 werden voor Noord-Amerika/Oceanië vier startplaatsen voor de mannen en zes startplaatsen voor de vrouwen voor het WK allround 2013 verdiend. Winnaars van de toernooien van 2012 in het Canadese Calgary waren de Amerikaan Jonathan Kuck en de Canadese Brittany Schussler.
| zaterdag 12 januari                                                     | zondag 13 januari                                                           |
| ----------------------------------------------------------------------- | --------------------------------------------------------------------------- |
| 500 meter vrouwen 3000 meter vrouwen 500 meter mannen 5000 meter mannen | 1500 meter vrouwen 5000 meter vrouwen 1500 meter mannen 10.000 meter mannen |

## Mannen
Er nemen in totaal  zeventien mannen deel aan deze editie, het maximale aantal van zes deelnemers uit Canada en de Verenigde Staten en drie deelnemers uit Nieuw-Zeeland. Alleen de beste vier schaatsers per land verdelen de vier startplaatsen voor het WK allround. Lucas Makowsky won zijn eerste continentaal kampioenschap, dit was voor Canada de vierde titel.

### Eindklassement
| Rang   | Schaatser          | Land             | 500m         | 5000m        | 1500m        | 10.000m      | Punten  |
| ------ | ------------------ | ---------------- | ------------ | ------------ | ------------ | ------------ | ------- |
| Goud   | Lucas Makowsky     | Canada           | 36,70 (2)    | 6.29,77 (2)  | 1.46,88 (1)  | 13.51,51 (5) | 152,878 |
| Zilver | Jonathan Kuck      | Verenigde Staten | 37,26 (5)    | 6.25,53 (1)  | 1.49,63 (7)  | 13.36,73 (1) | 153,192 |
| Brons  | Joey Mantia        | Verenigde Staten | 36,45 (1)    | 6.37,50 (8)  | 1.47,80 (6)  | 13.54,13 (6) | 153,839 |
| 4      | Jordan Belchos     | Canada           | 38,09 (12)   | 6.33,99 (6)  | 1.49,13 (6)  | 13.39,85 (2) | 154,857 |
| 5      | Alec Janssens      | Canada           | 37,63 (9)    | 6.36,33 (7)  | 1.48,71 (3)  | 13.59,36 (7) | 155,467 |
| 6      | Emery Lehman       | Verenigde Staten | 38,29 (13)   | 6.33,09 (5)  | 1.50,05 (8)  | 13.50,51 (7) | 155,807 |
| 7      | Patrick Meek       | Verenigde Staten | 38,72 (14)   | 6.29,79 (3)  | 1.51,66 (12) | 13.44,07 (3) | 156,122 |
| 8      | Paul Dyrud         | Verenigde Staten | 37,45 (7)    | 6.38,48 (9)  | 1.49,00 (5)  | 14.12,14 (8) | 156,238 |
| NC9    | Shane Dobbin       | Nieuw-Zeeland    | 37,75 (11)   | 6.32,35 (4)  | 1.48,75 (4)  |              | 113,235 |
| NC10   | Justin Warsylewicz | Canada           | 36,94 (3)    | 6.41,82 (10) | 1.50,57 (9)  |              | 113,978 |
| NC11   | Stefan Waples      | Canada           | 37,42 (6)    | 6.42,16 (11) | 1.50,80 (10) |              | 114,569 |
| NC12   | Nick Goplen        | Canada           | 37,66 (10)   | 6.49,79 (12) | 1.53,03 (14) |              | 116,315 |
| NC13   | Nick Frank         | Verenigde Staten | 37,16 (4)    | 6.57,43 (13) | 1.52,40 (13) |              | 116,369 |
| NC14   | Mark Jackson       | Nieuw-Zeeland    | 37,52 (8)    | 7.05,38 (15) | 1.51,09 (11) |              | 117,088 |
| NS3    | Reyon Kay          | Nieuw-Zeeland    | 1.09,34 (15) | 7.01,72 (14) | NS           |              | 111,512 |

## Vrouwen
Er nemen in totaal twaalf vrouwen deel aan deze editie, het maximale aantal van zes deelnemers uit Canada en de Verenigde Staten. Alleen de beste vier schaatssters per land bepalen de zes startplaatsen voor het WK allround.

### Eindklassement
| Rang   | Schaatser          | Land             | 500m       | 3000m        | 1500m        | 5000m       | Punten  |
| ------ | ------------------ | ---------------- | ---------- | ------------ | ------------ | ----------- | ------- |
| Goud   | Ivanie Blondin     | Canada           | 39,72 (2)  | 4.10,27 (2)  | 1.59,78 (4)  | 7.12,92 (1) | 164,649 |
| Zilver | Brittany Schussler | Canada           | 39,95 (4)  | 4.10,23 (1)  | 1.57,51 (1)  | 7.20,40 (3) | 164,865 |
| Brons  | Kali Christ        | Canada           | 39,59 (1)  | 4.15,82 (4)  | 1.57,62 (2)  | 7.26,27 (4) | 166,059 |
| 4      | Anna Ringsred      | Verenigde Staten | 39,72 (3)  | 4.16,59 (6)  | 1.59,06 (3)  | 7.30,01 (5) | 167,172 |
| 5      | Maria Lamb         | Verenigde Staten | 40,93 (7)  | 4.16,16 (5)  | 2.01,67 (6)  | 7.19,58 (2) | 168,137 |
| 6      | Jilleanne Rookard  | Verenigde Staten | 40,12 (5)  | 4.15,09 (3)  | 2.01,46 (5)  | 7.35,01 (7) | 168,622 |
| 7      | Victoria Spence    | Canada           | 41,97 (10) | 4.19,63 (8)  | 2.05,13 (9)  | 7.32,54 (6) | 172,205 |
| 8      | Petra Acker        | Verenigde Staten | 41,90 (9)  | 4.20,47 (9)  | 2.03,50 (7)  | 7.40,77 (8) | 172,554 |
| NC9    | Sarah Gregg        | Canada           | 41,25 (8)  | 4.26,00 (11) | 2.04,19 (8)  |             | 126,979 |
| NC10   | Lauren McGuire     | Canada           | 42,57 (12) | 4.19,09 (7)  | 2.05,80 (10) |             | 127,684 |
| NC11   | Nancy Swider-Peltz | Verenigde Staten | 42,40 (11) | 4.25,02 (10) | 2.05,90 (11) |             | 128,536 |
| NC12   | Kelly Gunther      | Verenigde Staten | 40,35 (6)  | 4.39,05 (12) | 2.06,11 (12) |             | 128,894 |

## WK-kwalificatie
Vanaf het WK allround van 1999 is het aantal deelnemers hieraan door de ISU op 24 vastgesteld. De startplaatsen werden voortaan per continent verdeeld.
Op basis van de uitslag van het WK allround 2012 hadden Noord Amerika & Oceanië bij het WK allround 2013 recht op vier startplaatsen bij de mannen en zes bij de vrouwen. Deze startplaatsen werden als volgt verdeeld:
|         | 3                        | 2                        |
| ------- | ------------------------ | ------------------------ |
| Mannen  | -                        | Canada, Verenigde Staten |
| Vrouwen | Canada, Verenigde Staten | -                        |